# Strzelsk (przystanek kolejowy)
Strzelsk (ukr. Стрільськ, ros. Стрельск) – przystanek kolejowy i mijanka w pobliżu miejscowości Strzelsk, w rejonie sarneńskim, w obwodzie rówieńskim, na Ukrainie. Leży na linii Równe – Baranowicze – Wilno.
Mijanka (bez przystanku) istniała w tym miejscu przed II wojną światową.